# Phare de Wangerooge (1969)
Le nouveau phare de Wangerooge (en allemand :  Neuer Leuchtturm Wangerooge) est un phare et une tour radar situé sur l'île de Wangerooge (Arrondissement de Frise - Basse-Saxe), en Allemagne. Il est géré par la WSV de Wilhelmshaven .

## Histoire
Pour le développement du trafic maritime dans le chenal menant au port de Wilhelmshaven il a été nécessaire, dès 1960, de remplacer l'ancien phare par un nouveau pour marquer au mieux le banc de sable Wangerooger Plate avant le port. À l'automne 1966, la construction de la tour commença sur la côte nord-ouest de l'île de Wangerooge. Après trois ans de travaux, Le nouveau phare de Wangerooge a été mis en service le 7 novembre 1969. Le revêtement d'origine en carreaux de céramique rouge et blanc a été remplacé, en 1982, par un revêtement en aluminium.
Il est entièrement automatisé et alimenté par le réseau électrique. En cas de panne, il possède son propre générateur-diesel. des panneaux photovoltaïques. Il possède un Système d'identification automatique pour la navigation maritime (AIS).
Il est équipé, depuis 1979, d'un radar de contrôle de la navigation maritime du chenal relié directement au centre du trafic maritime à Wilhelmshaven et, depuis 1982, d'une antenne radio VHF.

## Description
Le phare  est une tour cylindrique en béton armé de 67,2 m de haut, sur une base de fondation reposant sur 24 pieux. L'étage technique se situe à 25 m du sol. La tour est peinte en rouge avec deux bandes blanches, la lanterne sommitale est blanche et porte un radar et des antennes de télécommunications.
Le phare comprend trois feux différents :
- Un feu rouge à une hauteur focale de 61,2 m émettant un bref éclat rouge de 0,1 seconde par période de 5 secondes avec une portée de 23 milles nautiques (environ 42.5 km) en direction de la baie allemande.
- Un feu fixe émettant une lumière blanche, rouge et verte sur le secteur de l'Außenjade (de) avec une portée de 22 milles nautiques (environ 41 km) pour le feu blanc, de 18 milles nautiques (environ 33 km) pour le feu rouge et 17 milles nautiques (environ 31.5 km) pour le feu vert.
- Un feu de détresse, émettant une lumière blanche et rouge selon les différents secteurs des épis du Harle-Seegatt (de) avec une portée de 15 milles nautiques (environ 28 km) pour le feu blanc et de 11 milles nautiques (environ 20 km) pour le feu rouge.

Identifiant : ARLHS : FED-251 - Amirauté : B1112 - NGA : 10192 .

## Caractéristiques dufeu maritime
Fréquence : 5 secondes (R)
- Lumière : 0,1 seconde
- Obscurité : 4,9 secondes

|                             |
| Les îles de Frise orientale |

|                         |
| Le phare (vue aérienne) |

|          |
| Le phare |

### Lien connexe
- Liste des phares en Allemagne